# Emanuel Mammana
Emanuel Hernán Mammana (Merlo, 10 febbraio 1996) è un calciatore argentino, difensore del Vélez Sarsfield.

## Caratteristiche tecniche
È un difensore centrale elegante, forte fisicamente, sa impostare il gioco ed è quasi un regista arretrato. Sa agire anche da mediano davanti alla difesa e da terzino destro, ruoli che ricopriva nelle giovanili.

## Carriera

### Club

#### River Plate
Cresce nel settore giovanile del club, e fa il suo esordio in prima squadra nel 2014 a 18 anni. Il 7 novembre 2015 rinnova il suo contratto con il River fino al 30 giugno 2019.

#### Lione
Il 30 giugno 2016 il Lione ufficializza l'acquisto del giovane difensore per una cifra spesa intorno ai 7.5 milioni di euro.

#### Zenit San Pietroburgo e prestito al Sochi
Nell'estate del 2017 si trasferisce ai russi dello Zenit San Pietroburgo per 16.5 milioni.
Il 7 agosto 2020 viene ceduto in prestito al Soči.

#### Ritorno al River Plate
Il 10 gennaio 2022 torna al River Plate.

### Nazionale
Il 7 giugno 2014, all'età di 18 anni, esordisce con la nazionale maggiore argentina contro la Slovenia, subentrando al 77º minuto di gioco a Javier Mascherano. Convocato per il campionato del mondo 2018, è costretto a saltare il torneo per infortunio.

## Statistiche

### Presenze e reti nei club
Statistiche aggiornate al 10 aprile 2025.
| Stagione               | Squadra                | Campionato             | Campionato | Campionato | Coppe nazionali | Coppe nazionali | Coppe nazionali | Coppe continentali | Coppe continentali | Coppe continentali | Altre coppe | Altre coppe | Altre coppe | Totale | Totale |
| Stagione               | Squadra                | Comp                   | Pres       | Reti       | Comp            | Pres            | Reti            | Comp               | Pres               | Reti               | Comp        | Pres        | Reti        | Pres   | Reti   |
| ---------------------- | ---------------------- | ---------------------- | ---------- | ---------- | --------------- | --------------- | --------------- | ------------------ | ------------------ | ------------------ | ----------- | ----------- | ----------- | ------ | ------ |
| 2013-2014              | River Plate            | PD                     | 0          | 0          | CA              | 1               | 0               | -                  | -                  | -                  | -           | -           | -           | 1      | 0      |
| 2014                   | River Plate            | PD                     | 2          | 0          | CA              | 0               | 0               | CS                 | 1                  | 0                  | -           | -           | -           | 3      | 0      |
| 2015                   | River Plate            | PD                     | 14         | 0          | CA              | 0               | 0               | CL+CS              | 3+2                | 0                  | SA+CSB+Cmc  | 0           | 0           | 19     | 0      |
| 2016                   | River Plate            | PD                     | 8          | 1          | CA              | 0               | 0               | CL                 | 4                  | 1                  | RS          | 0           | 0           | 12     | 2      |
| 2016-2017              | O. Lione 2             | CFA 2                  | 4          | 0          | -               | -               | -               | -                  | -                  | -                  | -           | -           | -           | 4      | 0      |
| 2016-2017              | O. Lione               | L1                     | 17         | 1          | CF+CdL          | 2+1             | 0               | UCL+UEL            | 1+4                | 0                  | -           | -           | -           | 25     | 1      |
| 2017-2018              | Zenit                  | PL                     | 16         | 0          | KR              | 0               | 0               | UEL                | 10                 | 0                  | -           | -           | -           | 26     | 0      |
| 2018-2019              | Zenit                  | PL                     | 6          | 0          | KR              | 1               | 0               | UEL                | 4                  | 0                  | -           | -           | -           | 11     | 0      |
| 2019-2020              | Zenit                  | PL                     | 3          | 0          | KR              | 1               | 0               | UCL                | 0                  | 0                  | SR          | 0           | 0           | 4      | 0      |
| Totale Zenit           | Totale Zenit           | Totale Zenit           | 25         | 0          |                 | 2               | 0               |                    | 14                 | 0                  |             | -           | -           | 41     | 0      |
| 2020-2021              | Soči                   | PL                     | 18         | 0          | KR              | 1               | 0               | -                  | -                  | -                  | -           | -           | -           | 19     | 0      |
| 2021-gen. 2022         | Soči                   | PL                     | 4          | 0          | KR              | 0               | 0               | UECL               | 1                  | 0                  | -           | -           | -           | 5      | 0      |
| Totale Soči            | Totale Soči            | Totale Soči            | 22         | 0          |                 | 1               | 0               |                    | 1                  | 0                  |             | -           | -           | 24     | 0      |
| 2022                   | River Plate            | PD                     | 21         | 2          | CA+CdL          | 2+2             | 0               | CL                 | 4                  | 0                  | -           | -           | -           | 29     | 2      |
| 2023                   | River Plate            | PD                     | 7          | 0          | CA+CdL          | 0+3             | 0               | CL                 | 2                  | 0                  | -           | -           | -           | 12     | 0      |
| Totale River Plate     | Totale River Plate     | Totale River Plate     | 52         | 3          |                 | 8               | 0               |                    | 16                 | 1                  |             | 0           | 0           | 76     | 4      |
| 2024                   | Vélez Sarsfield        | PD                     | 20         | 0          | CA+CdL          | 3+14            | 0+1             | -                  | -                  | -                  | TC          | 1           | 0           | 38     | 1      |
| 2025                   | Vélez Sarsfield        | PD                     | 7          | 0          | CA              | 1               | 0               | CL                 | 2                  | 0                  | SA          | -           | -           | 10     | 0      |
| Totale Vélez Sarsfield | Totale Vélez Sarsfield | Totale Vélez Sarsfield | 27         | 0          |                 | 18              | 1               |                    | 2                  | 0                  |             | 1           | 0           | 48     | 1      |
| Totale carriera        | Totale carriera        | Totale carriera        | 147        | 4          |                 | 32              | 1               |                    | 38                 | 1                  |             | 1           | 0           | 218    | 6      |

### Cronologia presenze e reti in nazionale
| Cronologia completa delle presenze e delle reti in nazionale ― Argentina | Cronologia completa delle presenze e delle reti in nazionale ― Argentina | Cronologia completa delle presenze e delle reti in nazionale ― Argentina | Cronologia completa delle presenze e delle reti in nazionale ― Argentina | Cronologia completa delle presenze e delle reti in nazionale ― Argentina | Cronologia completa delle presenze e delle reti in nazionale ― Argentina | Cronologia completa delle presenze e delle reti in nazionale ― Argentina | Cronologia completa delle presenze e delle reti in nazionale ― Argentina |
| Data                                                                     | Città                                                                    | In casa                                                                  | Risultato                                                                | Ospiti                                                                   | Competizione                                                             | Reti                                                                     | Note                                                                     |
| ------------------------------------------------------------------------ | ------------------------------------------------------------------------ | ------------------------------------------------------------------------ | ------------------------------------------------------------------------ | ------------------------------------------------------------------------ | ------------------------------------------------------------------------ | ------------------------------------------------------------------------ | ------------------------------------------------------------------------ |
| 7-6-2014                                                                 | La Plata                                                                 | Argentina                                                                | 2 – 0                                                                    | Slovenia                                                                 | Amichevole                                                               | -                                                                        | 77’                                                                      |
| 9-6-2017                                                                 | Melbourne                                                                | Brasile                                                                  | 0 – 1                                                                    | Argentina                                                                | Amichevole                                                               | -                                                                        | 75’                                                                      |
| 13-6-2017                                                                | Singapore                                                                | Singapore                                                                | 0 – 6                                                                    | Argentina                                                                | Amichevole                                                               | -                                                                        |                                                                          |
| Totale                                                                   |                                                                          | Presenze                                                                 | 3                                                                        |                                                                          | Reti                                                                     | 0                                                                        |                                                                          |

## Palmarès

### Club

#### Competizioni nazionali
- Campionato argentino: 3

River Plate: Final 2014, 2023
Velez: 2024
- Campionato russo: 2

Zenit: 2018-2019, 2019-2020
- Coppa di Russia: 1

Zenit: 2019-2020
- Supercoppa di Russia: 1

Zenit: 2020
- Trofeo de Campeones de la Liga Profesional: 1

River Plate: 2023
- Supercopa Internacional: 1

Vélez Sarsfield: 2024

#### Competizioni internazionali
- Coppa Sudamericana: 1

River Plate: 2014
- Coppa Libertadores: 1

River Plate: 2015
- Recopa Sudamericana: 1

River Plate: 2015
- Coppa Suruga Bank: 1

River Plate: 2015

### Nazionale
- Campionato sudamericano Under-20: 1

Uruguay 2015
- Campionato sudamericano Under-17: 1

Argentina 2013